# Plan de Codallos
El Plan de Codallos fue un pronunciamiento realizado por Juan José Codallos el 11 de marzo de 1830, con la finalidad de rechazar las acciones derivadas del Plan de Jalapa y del decreto publicado por el Congreso de la Unión, del 4 de diciembre de 1829, mediante el cual se imposibilitaba a Vicente Guerrero para ejercer la presidencia de los Estados Unidos Mexicanos.

## Marco histórico
Tras el pronunciamiento del Plan de Jalapa realizado por el Ejército de Reserva el 4 de diciembre de 1829, así como la adhesión de diversas guarniciones militares y legislaturas de los estados, el Congreso de la Unión decidió desconocer la presidencia de Vicente Guerrero. El vicepresidente Anastasio Bustamante asumió la titularidad del Poder Ejecutivo de la republicana mexicana y nombró a su nuevo gabinete. El nuevo gobierno comenzó a establecer una política centralista, e intentó eliminar legisladores y gobernadores en los estados de México, Michoacán, Jalisco, Querétaro, Durango, Tamaulipas, Tabasco, Oaxaca, Puebla, Veracruz y Chiapas.
El 4 de enero de 1830, el gobernador de Michoacán, José Salgado, desconoció al gobierno de Anastasio Bustamante, al día siguiente el gobierno de Oaxaca declaró reconocer solamente a Vicente Guerrero como legítimo presidente. El día 13, la Legislatura de San Luis Potosí propuso una coalición de estados para confrontar al gobierno de Bustamante. El día 15, desde Tierra Caliente, Isidoro Montes de Oca se manifestó en contra de la forma violenta por la cual Vicente Guerrero había sido destituido de su cargo presidencial.
El gobernador José Salgado ordenó al coronel Juan José Codallos desplazarse a la capital de la república al mando de dos mil hombres con el objetivo de apoyar a Guerrero. Sin embargo, al ver que los pronunciamientos bustamantistas surgían en diversos puntos de la república y que Guerrero se había retirado a Tixtla, decidió contenerse momentáneamente. Una brigada al mando de Luis Cortázar fue enviada a Michoacán con la intención de separar del cargo a Salgado. Debido a que Cortázar también se mostró en contra de los procedimientos del nuevo gobierno, fue relevado del mando. El 5 de marzo, el ayuntamiento de Morelia desconoció al gobernador, esta actitud que fue aprobada por el Congreso de la Unión, se repitió en diversos estados. En la capital, el diputado opositor José María Alpuche fue hecho prisionero el 7 de marzo, posteriormente fue desterrado.

## Pronunciamiento
El 11 de marzo, en el Fuerte de Santiago (Cerro de Barrabás), el coronel Codallos se pronunció abiertamente en contra del Ejército de Reserva proclamando el Plan que lleva su nombre, el documento estaba conformado por once artículos, entre los más importantes se mencionaba:
1)   Restaurar las legislaturas, gobernadores y funcionarios públicos que habían sido despojados de sus puestos por el Plan de Jalapa.
2)   Deslindar al Congreso de la Unión de las designaciones de funcionarios estatales, pues estas solo deberían corresponder a las Legislaturas locales.
5)   Una vez libre de coacción, el Congreso de la Unión resolvería quien debería ocupar el cargo presidencial y en caso necesario, convocaría a nuevas elecciones.
6)   El Ejército Permanente sería enviado a Yucatán, Texas y a las fronteras para sostener la integridad de la nación.
9)   El ejército sostenedor de la soberanía de los Estados se denominaría Federal Mexicano.
10) En caso de que el gobierno de la Unión no adoptase el plan, entonces los Estados formarían una coalición para sostener la soberanía, estableciendo un gobierno provisional.
El 16 de marzo, el general Juan Álvarez se unió al pronunciamiento en Chilpancingo. El 24 de marzo, el propio Vicente Guerrero envió cartas a varios ayuntamientos de las poblaciones surianas, anunciando su intención de unirse al plan proclamado por Codallos. Poco a poco se unieron antiguos insurgentes a las fuerzas de Codallos, entre ellos Gordiano Guzmán, Julián González, Juan Bruno, el coronel José Francisco Santa María y Juan Cruz en la Costa Chica, sumando en menos de dos meses tres mil hombres. En Michoacán, Salgado fue despojado de su gobernatura, encabezó a seiscientos hombres en Zamora, pero fue rodeado por las fuerzas bustamantistas al mando del coronel Antonio García y del general José Gabriel de Armijo, rindió la plaza el 23 de marzo y fue aprehendido tres días más tarde. Mientras tanto, en la Ciudad de México la nueva administración ejerció una política de terror y venganza, fueron aprehendidos el diputado Anastasio Zerecero, el coronel Pinzón y catorce individuos más.

## Reacciones y consecuencias
El gobierno de Bustamante nombró a Nicolás Bravo comandante militar en Chilpancingo para combatir a los pronunciados. El 24 de abril se libró la batalla de Venta Vieja, 
las fuerzas de Juan Álvarez y Nicolás Bravo se enfrentaron sin una victoria clara, ambos bandos sufrieron aproximadamente mil bajas.  En la capital, se ordenó la aprehensión del exministro de Guerra Juan N. Almonte quien pudo escapar, pero no corrieron con la misma suerte el coronel Pinzón, el capitán Torres, ni el diputado Isidro Rafael Gondra, quienes fueron hechos prisioneros.
Gabriel Armijo persiguió infructuosamente a Guerrero —quien en realidad era un símbolo de la lucha, pues solamente contaba con un pequeño contingente—, sus campañas se extendieron por Teloloapan, Zacualpan, Sultepec, Tejupilco, Cutzamala y Ajuchitlán. Murió al ser derrotado por Álvarez en la batalla de Texca. Los bustamantistas por su parte capturaron a Francisco Victoria y a Juan Nepomuceno Rosáins a quienes fusilaron el 11 de septiembre y el 16 de octubre respectivamente.
El 27 de diciembre, Juan José Codallos en compañía de Gordiano Guzmán atacó con cuatrocientos hombres la plaza de Morelia, pero fueron derrotados por Pedro Otero quien recibió refuerzos del general Inclán. El 2 de enero se libró la batalla de Chilpancingo resultando ser una victoria de Nicolás Bravo sobre las fuerzas de Juan Álvarez. A partir de entonces la balanza de la guerra se inclinó a favor de los bustamantistas. El 15 de enero, en el puerto de Acapulco, el genovés Francisco Picaluga secuestró a Vicente Guerrero quien estaba en compañía de Manuel Zavala y Manuel Primo Tapia, fueron conducidos en el Colombo a Huatulco. El 26 de enero, en la playa que a partir de entonces se llama La Entrega, los esperaba el capitán Miguel González. Picaluga había pactado previamente con el ministro de Guerra José Antonio Facio realizar esta felonía por la cantidad de 50 000 pesos. Después de un juicio sumario, en el que fue fiscal Nicolás Condelle, Guerrero fue sentenciado a muerte, su ejecución se realizó el 14 de febrero de 1831 en Cuilápam.
Juan José Codallos atacó al coronel Antonio García en las inmediaciones de La Alberca forzándolo a replegarse a Morelia, sin embargo, su gente se dispersó al sur de Tacámbaro, se hirió al caer en una barranca y el 25 de mayo, fue aprehendido por José Esteban Moctezuma. El 11 de julio, el coronel Antonio Villaurrutia ordenó su fusilamiento en Pátzcuaro. Al encontrarse solo, Juan Álvarez se vio forzado a firmar un armisticio con Nicolás Catalán el 15 de abril de 1831, de esta forma, terminó la Guerra del Sur.
Para hacer frente a los levantamientos, el gobierno del vicepresidente Bustamante gastó más de dos y medio millones de pesos y reportó más de tres mil víctimas. En enero de 1832, Antonio López de Santa Anna proclamó el Plan de Veracruz en contra del régimen centralista orquestado por el secretario de Relaciones Lucas Alamán, tras un año más de lucha, Bustamante y los "hombres de bien" renunciaron al poder con la firma de los Convenios de Zavaleta.